# Xorides euthrix
Xorides euthrix är en stekelart som beskrevs av Porter 1975. Xorides euthrix ingår i släktet Xorides och familjen brokparasitsteklar. Inga underarter finns listade i Catalogue of Life.